# Ektara gopichand

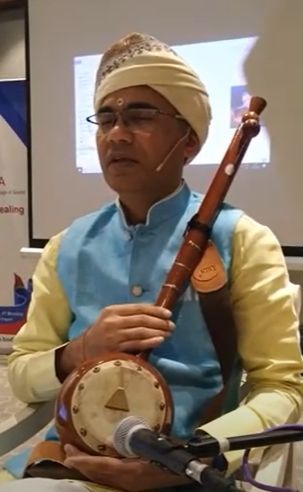
Uma ektara gopichand

Ektara gopichand, conhecido também como iktar, ektar ou yaktaro gopichand (em bengali:  একতারা, em panjabi:  ਇਕ ਤਾਰਾ), significando literalmente "uma corda" é um instrumento  frequentemente utilizado na música tradicional de Bangladesh, da Índia e do Paquistão. O ektara é constituído de uma corda esticada, uma cabaça feita de madeira ou de coco  e um pescoço de pólo ou de bambu.